# Enclisis vindex
Enclisis vindex är en stekelart som först beskrevs av Tschek 1871.  Enclisis vindex ingår i släktet Enclisis och familjen brokparasitsteklar. Arten är reproducerande i Sverige. Inga underarter finns listade i Catalogue of Life.